# Karel Zámečník (dělník)
Karel Zámečník (8. července 1923 Vysoké Pole – 27. dubna 1951 Uherské Hradiště) byl český dělník, nejprve protikomunistický odbojář a později agent Státní bezpečnosti odsouzený v politickém procesu komunistickým režimem k trestu smrti a v roce 1951 popraven.

## Životopis
Narodil se v roce 1923 ve Vysokém Poli.
Po komunistickém převratu v roce 1948 se zapojil do protikomunistického odboje, když se stal členem odbojové organizace Světlana. Ta se v rámci své činnosti podílela mj. na shromažďování zbraní. Její další činnost spočívala i v násilných akcích proti komunistickým funkcionářům, které se ovšem nezdařily. Zřejmě někdy v první polovině roku 1949 začal spolupracovat se Státní bezpečností, které o skupině předával řadu důležitých informací. Přestože měl zásadní podíl na rozbití celé skupiny, sám byl později zatčen. Svému zatčení se ovšem snažil bránit, přičemž vyhrožoval použitím své zbraně. Poté byl převezen do vazby, kde i nadále spolupracoval s StB a udával své spoluvězně pod příslibem nižšího trestu. Za trestné činy velezrady, nedokonané loupeže, nedokonané vraždy a veřejné násilí proti bezpečnostním orgánům byl poté ve veřejném politickém procesu konaném v červenci 1950 ve Vsetíně odsouzen k trestu smrti. Popraven byl v dubnu 1951 společně s odbojářem Aloisem Šimarou, kterého sám pomáhal poslat na popraviště. K dlouholetým trestům odnětí svobody byly v procesu odsouzeny další tři desítky lidí. Jeho jméno je i přes jeho aktivní spolupráci s StB uvedeno na pamětní desce v Uherském Hradišti.